# グレゴリオ・リッチ＝クルバストロ
グレゴリオ・リッチ=クルバストロ（Gregorio Ricci-Curbastro、イタリア語: [ɡreˈɡɔːrjo ˈrittʃi kurˈbastro]、1853年1月12日 - 1925年8月6日）はイタリアの数学者。ルーゴ出身。テンソル解析の発明者としてもっとも有名であるが、他の分野でも重要な業績を残している。
以前の生徒であったレヴィ＝チヴィタとともに、最も著名な論文を書いた。これはテンソル解析についての先駆的研究で、Gregorio Ricciとサインをしている。これはRicci-Curbastroが出版物で自身の名前の短縮形を用いた唯一の時期で、現在でも混乱を引き起こしている。
Ricci-Curbastroは高等代数学と無限小解析に関する本、デデキントにより始まった研究を拡張した実数理論に関する論文など他の分野でも重要な著作を発表した。

## 経歴

### 青年期
ロマーニャの低地生まれ。家族はルーゴの中でも最も古くからある高貴な家系であり、深くカトリック教徒に伝統によるものであった。
ピウス9世が1857年に唯一ロマーニャへ訪れた時、ルーゴの家族の邸宅に滞在した。この熱烈な宗教的信仰は全人生を強く特徴づける要素であった。16歳で高校の勉強をひそかに終わらせ、1869年にローマ大学の哲学・数学コースに入学した。翌年、教皇国家は倒れたため、父から自身が生まれた町であるルーゴに呼ばれた。その後はボローニャ大学のコースに通ったが、後に1年だけピサ高等師範学校にも入学した。
1875年、“On Fuches’s Research Concerning Linear Differential Equations”と題する微分方程式の論文をもって、物理科学と数学でピサを卒業した。様々な場所を訪れ、エンリコ・ベッチ、Eugenio Beltrami、Ulisse Dini、フェリックス・クラインなどの数学者から学んだこともあった。

### 絶対微分学の研究
1877年にミュンヘン工科大学で奨学金を取得し、後に教師であるUlisse Diniの助手として働いた。
1880年、パドヴァ大学で数学の講師になり、リーマン幾何学と微分二次形式を扱った。
レヴィ＝チヴィタも所属していた研究グループを結成し、彼とともにリーマン多様体上の座標もしくはテンソル解析を用いた絶対微分解析（リッチ計算法としても知られる）に関する基本的な論文を著した。これはその後、アインシュタインの一般相対性理論のリングア・フランカとなった。実際、絶対微分解析はアインシュタインがリッチ＝クルバストロの甥に書いた手紙に書かれているように、理論を発展させるうえで重要な役割を果たした。この文脈において、理論の中で重要な役割を果たす所謂リッチテンソルを同定した。

#### 影響
力学におけるテンソル解析の起源は、力学系の一般的な扱いを創始したラグランジュ、一般次元の幾何学について最初に考えたリーマンにまで遡る。リッチ＝クルバストロは二次形式においてクリストッフェルとリフシッツの業績の影響を受けた。実際、リッチ＝クルバストロの理論の大きな発展では、クリストッフェルの共変微分の考えが本質的な役割を果たした。

### 表彰
その業績に対して多くの賞を受賞している。
様々なアカデミーで称賛を受けている。
- The Veneto Institute of Science - Istituto veneto di scienze - letters and articles (from 1892), of which he was then president from 1916 to 1919.
- The Lincei Academy - Accademia dei Lincei - of which he was a member from 1899.
- The Academy of Padua - Accademia di Padova - from 1905.
- The Science Academy of Turin - Accademia delle Scienze di Torino - from 1918.
- The Galileian Academy of Science - Accademia Galileiana di Scienze, Lettere ed Arti - letters and articles, of which he was then president from 1920 to 1922.
- The Academy of Sciences of the Institute of Bologna - Reale Accademia di Bologna - from 1922.
- The Pontifical Academy of Sciences - Accademia Pontificia delle Scienze - from 1925.

自身の生まれた町とパドヴァの両方で政治生活に積極的に参加し、ラヴェンナ地区の土地排水とルーゴ水道への計画に貢献した。
小惑星番号13642は彼の名前にちなむ。

## 著作
- Ricci-Curbastro, Gregorio (1898) (italian), Lezioni sulla teoria delle superficie, Verona: Drucker[6]

## 注
1. 1 2  矢野健太郎. “幾何学部門報告”. p. 103, 左上. 2023年11月6日閲覧。に「リッチ計算法」と書かれているためこの訳を採用